# Gerònium
|  | Per a altres significats, vegeu «Gerrunium». |

Gerònium o Gerúnium (en grec antic Γερούνιον) era una petita ciutat o fortalesa de la Pulla propera a Larínum, en la qual Hanníbal Barca va establir els seus campaments d'hivern després de la campanya contra Quint Fabi Màxim Berrugós l'any 217 aC.
Quint Fabi Màxim Berrugós va establir el seu campament a Calela, al territori de Larínum i entre ambdós llocs es va lliurar un combat en el que el cònsol Marc Minuci va ser derrotat pel cartaginès i només es va salvar per l'oportuna ajuda de Fabi, segons diuen Polibi i Titus Livi.
El lloc no torna a ser esmentat i va ser probablement sempre un llogaret sense importància. Titus Livi l'anomena "castellum inops Apuliae" (fortalesa de la Pulla mancada de recursos). Apareix a la Taula de Peutinger sota la forma Geronum, i situada a uns 12 km (8.000 passes) de Larínum, a la via que anava d'allà a Boviànum. En això coincideix amb l'afirmació de Polibi, que diu que es trobava a 200 estadis de Lucèria. El seu nom actual és Gerione o Girone, entre Casa Calenda i Montorio, on queden algunes antigues restes, tot i que hi ha algunes altres propostes d'ubicació.